# Otto Blumenthal
Pour les articles homonymes, voir Blumenthal.
Ludwig Otto Blumenthal (1876-1944) est un mathématicien allemand, étudiant de David Hilbert, professeur à l'université d'Aix-la-Chapelle et éditeur des Mathematische Annalen.

## Biographie
Otto Blumenthal grandit à Francfort et fut écolier au lycée Goethe. À 18 ans, influencé par un ami, il se convertit du judaïsme au protestantisme.
À l'issue d'études en mathématiques et sciences de la nature de 1894 à 1898, à l'université de Göttingen – où il assista à des cours de Sommerfeld, Schoenflies, Hilbert et Klein – et à Munich, Blumenthal fut le premier doctorant de David Hilbert, avec une thèse intitulée Über die Entwicklung einer willkürlichen Funktion nach den Nennern eines Stieltjesschen Kettenbruches, sur les développements en fractions continues de Stieltjes. De 1899 à 1900, il étudia à Paris auprès de Borel et Jordan. En 1901, il soutint à Göttingen une thèse d'habilitation intitulée Über Modulfunktionen von mehreren Veränderlichen, sur les fonctions modulaires de plusieurs variables.
Jusqu'en 1905, il fut Privatdozent à Göttingen et fut quelque temps titulaire d'une chaire de professeur à l'université de Marburg. En octobre 1905, il se vit attribuer une chaire à l'université d'Aix-la-Chapelle.
Il rédigea plusieurs articles de mathématiques appliquées. Ses contributions sur les fonctions sphériques trouvent par exemple des applications dans les télécommunications. Il étudia ensuite les contraintes dans les ailes d'avion, la vibration des membranes, etc. La transformation de Joukovsky, nommée d'après Nikolaï Joukovski, est en fait due à Blumenthal. Il s'intéressait surtout à l'utilisation de l'analyse complexe en théorie des nombres. Le but de ses recherches sur les formes modulaires était de trouver des fonctions permettant de construire des corps de nombres particuliers (Kronecker Jugendtraum, le douzième problème de Hilbert). Les surfaces de Hilbert-Blumenthal (en) et les formes modulaires de Hilbert-Blumenthal sont nommées d'après lui. Blumenthal était un étroit collaborateur de Hilbert et écrivit aussi la biographie de celui-ci dans les Œuvres complètes de Hilbert. De 1906 à 1938, il fut éditeur et administrateur des Mathematische Annalen. En 1924, il fut président de la Deutsche Mathematiker-Vereinigung (DMV) et de 1925 à 1933, il édita le Jahresbericht de la DMV. Blumenthal parlait huit langues et avait de nombreux contacts internationaux, entre autres avec des mathématiciens soviétiques. En 1923 il fut élu membre de l'Académie des sciences Leopoldina.
Déjà au printemps 1933, les mouvements étudiants de délation commençaient cependant à l'université à Aix-la-Chapelle : le Comité général des étudiants (de) et les leaders étudiants communiquaient au comité de dénonciation, constitué à cet effet, lesquels, parmi les assistants et professeurs, n'étaient pas de « race aryenne » ou avaient – prétendument ou effectivement – des opinions politiques « indésirables ». À partir de septembre 1933, en vertu de la loi du 7 avril 1933 sur la restauration de la fonction publique et en même temps que les autres professeurs non aryens comme Theodore von Kármán, Blumenthal fut interdit d'enseignement en raison de son origine juive et de son affiliation à des organisations mal vues comme la Ligue allemande des droits de l'homme. Son recteur Paul Röntgen (de) adressa une requête à Bernhard Rust, commissaire du Reich au ministère de l'éducation, demandant l'autorisation de maintenir Blumenthal à son poste ; en vain : comme les grands-parents de Blumenthal étaient de confession juive, il était considéré par les nazis comme Volljude au regard des Lois de Nuremberg, malgré sa conversion au protestantisme. Il fut d'abord destitué de son poste en mai 1933, puis licencié le 22 septembre 1933 pour raisons politiques. Le prétexte de son licenciement n'était pas ouvertement un motif de « race », mais son appartenance à des organisations pacifistes.
Il donna de nombreuses conférences en Allemagne et à l'étranger, mais ne trouvait pas de poste fixe. Pour finir, en 1938, il fut complètement interdit de travail en Allemagne et dut même abandonner son œuvre de trente ans comme éditeur des Mathematischen Annalen. En juillet 1939, il émigra aux Pays-Bas avec sa femme et s'installa à Utrecht. Là, ils se lièrent d'amitié avec un groupe d'autres émigrés juifs-allemands, dont l'historienne Hedwig Hintze.
Après que le couple fut sauvé de la déportation en août 1942 grâce à l'intervention d'un pasteur, tous deux furent envoyés d'abord, en avril 1943, au camp de concentration de Bois-le-Duc, puis à celui de Westerbork, où l'épouse d'Otto Blumenthal mourut en mai 1943 ; il arriva en janvier 1944 au camp de concentration de Theresienstadt et y mourut en novembre, d'une pneumonie. 
Un astéroïde (21414) Blumenthal est nommé en son honneur.